# Батай, Шарль-Амабль
Шарль Амабль Батай (фр. Charles-Amable Bataille; 30 сентября 1822, Нант — 2 мая 1872, Париж) — французский оперный певец (бас).
Сын врача. Согласно желанию своего отца, первоначально получил медицинское образование и лишь затем посвятил себя оперной карьере. Учился в Парижской консерватории у Мануэля Гарсии. В 1848—1857 гг. с успехом пел на сцене Опера-комик. Был, в частности, первым исполнителем партий Жана Справедливого в «Долине Андорры» Фроманталя Галеви (1848), Альтамука в его же «Розовой фее» (1849), дона Бельфора в «Тореадоре» Адольфа Адана (1849) и царя Петра в «Северной звезде» Джакомо Мейербера (1854). Вынужден был оставить сцену из-за болезни гортани, однако сумел восстановиться и в 1860—1866 гг. пел в парижском Лирическом театре, где впервые исполнил партию Юпитера в «Филемоне и Бавкиде» Шарля Гуно (1860) и партию мажордома в двухактной версии его же «Голубки» (1866) — об участии Батая во второй из этих премьер восторженно отозвался Теофиль Готье.
В 1861 г., используя своё медицинское прошлое, опубликовал «Новые исследования о фонации» (фр. Nouvelles recherches sur la phonation), посвящённый акустико-физиологическим аспектам вокального искусства.